# Гино Чуранов
Гино Сарджов Чуранов е български резбар, представител на Дебърската художествена школа.

## Биография
Гино Чуранов е роден в село Смилево, Османската империя, днес Северна Македония. Занимава се с дърворезба и декоративна живопис, като показва голяма дарба. Заедно с Павел Танасков Чуранов прави резбите в новата църква „Свети Георги“ в Смилево. Негово дело са владишкият трон и част от иконостаса. Чуранов е автор на дърворезбите в църквата „Свети Герман“ в Герман и заедно с Дуко Дельов в църквата „Света Богородица“ в Слоещица. Чуранов работи в църквите в Драмско и Сярско. Чуранов работи и в Австро-Унгария - негово дело са резбите в православната църква „Христос Спасител“ в Баня Лука.